# 康泠
康泠（1936年—2021年），女，福建闽侯人，中华人民共和国政治人物，曾任北京教育学院党委书记，中华全国妇女联合会书记处书记，第八、九届全国政协委员。